# Ardisia praetervisa
Ardisia praetervisa är en viveväxtart som beskrevs av C.M.Hu. Ardisia praetervisa ingår i släktet Ardisia och familjen viveväxter. Inga underarter finns listade i Catalogue of Life.